# TV6
TV6 är en svensk TV-kanal ägd av Viaplay Group som inledde sina sändningar den 9 maj 2006. Kanalen sändes fram till 30 september fritt i det digitala marknätet, samt ingår i Viasats utbud. Fr.o.m. 1 oktober 2021 är kanalen kodad i det digitala marknätet. I kabeltevenätens basutbud ersattes ZTV med TV6. Nuvarande TV6 ska ej förväxlas med gamla TV 6 som MTG startade och drev mellan 1994 och 2002. TV6 finns också i Lettland sedan april 2007, Ungern sedan januari 2008, Estland sedan mars 2008 och Litauen sedan september 2008. Den 1 november 2012 lanserades kanalen i HDTV.

## Målgrupp och profil
TV6 har unga manliga tittare som primär målgrupp. Det ska jämföras med systerkanalen TV3 och konkurrenten Kanal 5 som båda i första hand vänder sig till kvinnor. MTG meddelade i april 2006 att kanalen skulle bli en utmanare till just Kanal 5 som de senaste åren varit väldigt framgångsrik bland de yngre tittarna.
Många av de program som sändes i ZTV kom att flyttas över till TV6. Däribland komediserier som Family Guy, Simpsons, The Drew Carey Show och Seinfeld. Utbudet består också av bland annat dramaserier och actionfilmer.
TV6 har visat eller visar också serier som specialproducerats för kanalen. Den enda egenproduktionen under våren 2006 var reseprogrammet Rocky & Drago med Tilde Fröling och Peter Siepen. Under hösten sändes säsong 2 av fotbolls-reality-serien FCZ, Being Bingo med Bingo Rimér samt andra säsongen av Rocky & Drago. Under vårsäsongen 2007 sänds bland annat Yippee-ki-yay med Musse Hasselvall.
Varje vardag fram till cirka klockan 21.00 sänder TV6 en strippad tablå, det vill säga att samma serier återkommer på samma tid varje vardag. Detta utbud består främst av amerikanska dramaserier, komediserier och realityserier avslutats med tre avsnitt av Simpsons kl 19.30. Under tiden 21.00-23.00 varierar utbudet från dag till dag. Då visas främst amerikanska serier och långfilmer.

## Historik
MTG eller dåvarande Kinnevik hade redan 1994 startat en kanal med namnet TV6 som ett komplement till TV3. Den profilerades då som "den kvinnliga kanalen" och var avsedd att locka kvinnliga tittare. Kanalen omprofilerades senare till betalkanalen Viasat Nature/Crime.
Radio- och TV-verket (RTVV) meddelade i september 2005 att nya tillstånd för marksänd digital-TV i Sverige hade utlysts. I början av oktober meddelade RTVV att 36 ansökningar kommit in, tre av dem var från Viasat Broadcasting. RTVV kunde i slutet av november meddela vilka kanaler som de rekommenderade för tillstånd, däribland fanns en Viasatkanal med arbetsnamnet Seniorkanalen i listan över prioriterade fri-TV-kanaler.
Den 23 februari 2006 meddelade kulturminister Leif Pagrotsky vilka företag som skulle få de nya tillstånden. Bland dessa fanns TV6 (tidigare Seniorkanalen) som därmed skulle komma att sända okodat i marknätet. Utöver marknätet finns kanalen från start i Viasats egna satellitpaket och kanalen erbjuds även till kabel-TV-operatörer.
TV6 hade premiär den 9 maj 2006 och premiärkvällen innehöll en match från VM i ishockey samt långfilmen Terminator 3. En dryg vecka efter premiären, den 17 maj, sände TV6 finalen i UEFA Champions League. Den andra halvleken lockade 820 000 tittare, enligt MMS. Det var den dittills högsta noteringen för en kanal som inte tillhör "de fem stora" och TV6 var den största kanalen den kvällen i åldrarna 15-44 år.

## TV6.se
TV6.se var TV-kanalens webbplats och innehöll information om programmen. Webbplatsen har tidigare haft ett forum och TV-tablå som har ersatts av bloggar och webbplatsen Kolla.tv. År 2016 ersattes TV6:s webbplats av Viasats samlingswebbplats Viafree.

### Webb-TV
På TV6play.se fanns ett urval av de svenska och utländska programmen som visas i TV-kanalen. År 2016 ersattes webbplatsen av Viafree.

## Program och programledare som synts på TV6

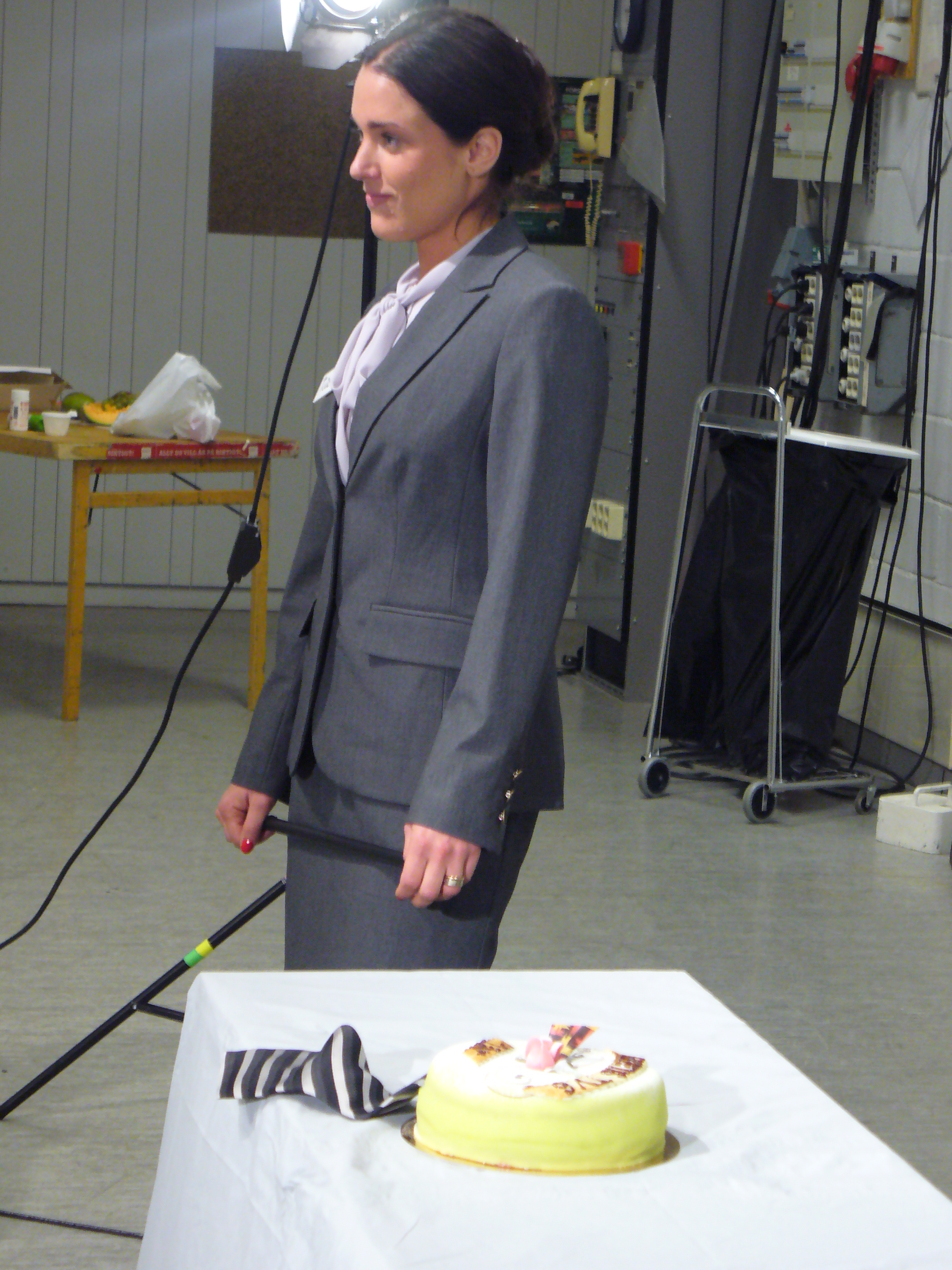
Tilde Fröling spelar in reklamfilm för TV6 tillsammans med Peter Siepen, Bingo Rimér, Musse Hasselvall, Jarmo Ek, Tore Kullgren och Johan Mickels.

### Egenproduktioner

#### Tidigare
- 99 saker man måste göra innan man dör
- 99 nya saker med Erik & Mackan
- 99 saker med Erik & Mackan
- Being Bingo
- Erik & Mackan - Guldfeber
- Erik & Mackan - Hela och rena
- Erik & Mackan - Snygga och smärta
- Erik och Mackan - Knäcker den manliga koden
- FC Z (från ZTV)
- Gumball 3000 med Erik & Mackan
- HC Z
- Herre på täppan
- Hål i väggen
- Lobby (från ZTV)
- Lyckochansen
- Mitt i Nyllet
- Nu blåser vi Sverige
- Paradise hotel
- Pole Position
- Rallarsving (från ZTV)
- Ringoling
- Rocky & Drago
- Stor i Japan
- Stockholmsnatt
- Världens största konspirationer
- Yipppe ki-yay mf
- Karatefylla

### Urval av inköpta program

#### Nuvarande
- 2 1/2 män
- All of us
- American Dad!
- Anger Management (TV-serie)
- Amazing Race
- Brooklyn Nine Nine
- Buffy the vampire slayer
- Cooper Barrett's Guide to Surviving life
- Community
- Dads
- Face Off
- Family Guy
- How I Met Your Mother
- Knight Rider
- My Name is Earl
- Scrubs
- Seinfeld
- Simpsons
- Stargate SG-1
- The King of Queens
- The Last man on Earth
- Våra värsta år

#### Tidigare
- Angel
- Are you smarter than a fifth grader?
- Bullshit!
- Burn Notice
- Car Cruzin
- Celebrity Poker Showdown
- Chuck
- David Letterman Show
- Deadliest catch
- Dexter
- Dharma & Greg
- Entourage
- Eureka
- Familjen Macahan
- Fear Factor
- Flash Gordon
- Forensic Evidence
- Generation Kill
- Hell's kitchen
- Hex
- Highlander
- I lagens namn
- I survived a japanese game show
- I want to work for Diddy
- Jamie Kennedy
- Jims värld
- Kameleonten
- Kenny vs Spenny
- Kingdom Hospital
- Knight Rider (2008)
- Legend of the Seeker
- Listen Up
- Magnum P.I
- Malcolm - Ett geni i familjen
- Merlin
- Miami Vice
- Monster Jam
- MXC
- NCIS: Los Angeles
- Painkiller Jane
- Renegade (TV-serie)
- Saturday Night Live
- Scrapheap Challenge
- Sex and the city
- Smallville
- Son of the Beach
- Special unit 2
- Stargate Atlantis
- Stargate Universe
- Star Trek: The Next Generation
- Terminator: The Sarah Connor Chronicles
- The Boondocks
- The Casino
- The Contender
- The Drew Carey Show
- The legend of the seeker
- The man show
- Totally Outrageous Behaviour
- Urban Legends
- Vanishing Son
- V.I.P
- World's Most Amazing Videos
- Xena - Krigarprinsessan
- Cops

### Programledare

#### Tidigare
- Erik Ekstrand
- Mackan Edlund
- Andreas Halldén
- Glenn Hysén
- Jarmo Ek
- Musse Hasselvall
- Peter Siepen
- Tilde Fröling

## Distribution
TV6 sänds fritt via digitala marknätet, Com Hem (både analog och digital version fri), Tele2Vision och Viasat. Från och med 1 oktober 2021 övergick kanalen till att krypteras i det digitala marknätet och frångick därmed frisändningen sedan lanseringen i marknätet till att bli en betal-TV-kanal.